# بنه حیدر
بنه حیدر، روستایی از توابع بخش عقیلی شهرستان گتوند در استان خوزستان ایران است.

توصیف این روستا در کتاب فرهنگ جغرافیایی  ایران
بنه حيدر -bone-heydar - د. از دهستان عقیلی بخش عقیلی شهرستان شوشتر . ک شمال باختری سماله ۳۰ که خاور رودخانه کارون کوهستانی - گرمسیر مالاریائی - سكنه ۲۰۰ - شیعه - زبان
لری .
آب از شعبه رودخانه کارون محصول فلات پنبه شغل زراعت راه ما ارو ساکنین از طایفه بختیاری هستند.

## جمعیت
این روستا در دهستان عقیلی شمالی قرار دارد و براساس سرشماری مرکز آمار ایران در سال ۱۳۸۵، جمعیت آن ۴۴۷ نفر (۸۴خانوار) بوده‌است.